# Sarcocheilichthys caobangensis
Sarcocheilichthys caobangensis är en fiskart som beskrevs av Nguyen och Vo 2001. Sarcocheilichthys caobangensis ingår i släktet Sarcocheilichthys och familjen karpfiskar. Inga underarter finns listade i Catalogue of Life.